# OnePlus
OnePlus és un fabricant de telèfons intel·ligents xinès fundat el desembre de 2013. Té la seu a Shenzhen, província de Guangdong, Xina. Va ser fundat per Pete Lau (CEU) i Carl Pei el Desembre del 2013. L'empresa serveix oficialment a 34 països i regions arreu del món. Forma part d'Oppo, que al seu torn forma part de Oppo.
La seu és a l'edifici Tairan (泰然 大厦) a Chegongmiao (车 公庙), districte de Futian.
OnePlus és també és conegut pel seu distingit eslògan: "Never Settle" (No et conformis mai) inclòs en diversos dels seus embalatges, i com a filosofia de la marca.

## Història
La companyia OnePlus va ser fundada el 16 de desembre 2013 per l'exvicepresident d'Oppo Pete Lau i Carl Pei. D'acord amb la documentació del govern xinès, l'únic accionista institucional a OnePlus és Oppo, encara que Lau ha negat que OnePlus és un filial d'Oppo. El principal objectiu de la companyia va ser dissenyar un telèfon intel·ligent que equilibra la gamma alta amb un preu més baix que altres telèfons de la seva classe, en la creença que els usuaris "no conformar-se" per als dispositius de menor qualitat produïts per altres empreses. Lau ha explicat que "no serem diferent pel simple fet de ser diferent. Tot fet té per millorar l'experiència de l'usuari real en ús en el dia a dia." També va mostrar aspiracions de ser el "Muji de la indústria de la tecnologia", destacant el seu enfocament en productes d'alta qualitat amb dissenys fàcils d'usar simplistes. Continuant amb l'associació de Lau amb la plataforma de Oppo N1, OnePlus va entrar en un acord de llicència exclusiva amb Cyanogen Inc. basar la distribució Android dels seus productes en una variant de la popular ROM personalitzada CyanogenMod i l'ús de les seves marques fora de la Xina.
La companyia va donar a conèixer el seu primer dispositiu, el OnePlus One, el 23 abril de 2014. Al desembre de 2014, juntament amb l'alliberament dels OnePlus One a l'Índia exclusivament a través d'Amazon, OnePlus també va anunciar plans per establir una presència al país, amb plans d'obrir centres de 25 oficials de serveis sense cita prèvia a través de l'Índia. Les vendes del dispositiu a l'Índia van ser detingudes després d'una mesura cautelar concedida a Micromax Mobile, al·legant que violava els seus drets exclusius per distribuir productes de Cyanogen una marca a Àsia del Sud com a part d'una nova empresa conjunta i que el seu acord reemplaçat l'acord que havia establert amb OnePlus. L'empresa va disputar els arguments, assenyalant que el seu programari basat en Cyanogen era diferent a la de Micromax, i va argumentar que l'acord d'exclusivitat només significava que Cyanogen no va poder associar-se amb cap altra empresa amb seu a l'Índia, i no inhibir la capacitat d'OnePlus a comercialitzar els seus productes al país amb les seves marques. OnePlus va desenvolupar un nou sistema operatiu ROM anomenat Oxygen, similar a Cyanogenmod però desenvolupat per OnePlus. Els nous enviaments d'OnePlus També van treure el logotip de Cyanogen de la seva esquena i la caixa amb la finalitat de simplificar les línies de producció.
OnePlus desembarcar al sud-est d'Àsia partnering with Lazada Indonesia Arxivat 2015-01-25 a Wayback Machine. el 23 de gener 2015 i s'espera ampliar durant aquest any a tota la regió.
En 2014, OnePlus contracta a Han Han com l'ambaixador del producte a la Xina continental.
El 9 de març de 2014, la companyia va decidir ampliar les seves operacions a tots els països europeus, que serveix ara més de 35 països i regions de tot el món.

### Controvèrsia

#### Trencar la campanya passada
El 25 d'abril de 2014, OnePlus va començar la seva campanya "Smash the Past". La promoció va preguntar seleccionar participants per destruir els seus telèfons en el vídeo, en un esforç per comprar els OnePlus Un per $ 1 (US). A causa de la confusió, diversos vídeos van ser publicats pels usuaris no seleccionats malinterpretant la promoció i la destrucció dels seus telèfons abans de la data d'inici de la promoció.
La campanya va ser durament criticada pels residus i la seguretat de les preocupacions ambientals, a causa de les bateries i components de telèfons presententen riscos potencials als participants que destrueixen els seus telèfons. OnePlus va permetre als guanyadors a donar el telèfon vell. Hi havia 140.000 participants en el concurs amb 100 guanyadors.

#### Les dames primer
El 13 d'agost de 2014, OnePlus va organitzar un concurs per donar convida, que eren difícils d'aconseguir en el moment, als seus membres del fòrum dones. Es va demanar als usuaris per publicar una foto de si mateixos amb el logotip OnePlus, les fotos serien compartides en el fòrum i posarien ' m'agrada 'per altres membres del fòrum. Hores després que es va anunciar la campanya es va aturar. OnePlus va declarar que uns empleats deshonestos 'van crear la campanya'.

#### Ban A l'Índia
El 16 de desembre de 2014, el Tribunal Superior de Delhi va prohibir la importació i venda de mòbils OnePlus One a l'Índia arran d'una demanda presentada per Micromax citant la raó que Micromax té l'exclusivitat per als telèfons d'enviament amb programari de Cyanogenmod a l'Índia.
Al 21 de desembre de 2014, la prohibició de la importació i la venda del dispositiu a l'Índia s'ha aixecat. El dispositiu continua sent enviat amb la ROM Cyanogenmod però, un sistema operatiu personalitzat especialment dissenyat per OnePlus i nomenat OxygenOS ha estat alliberat.

## Productes

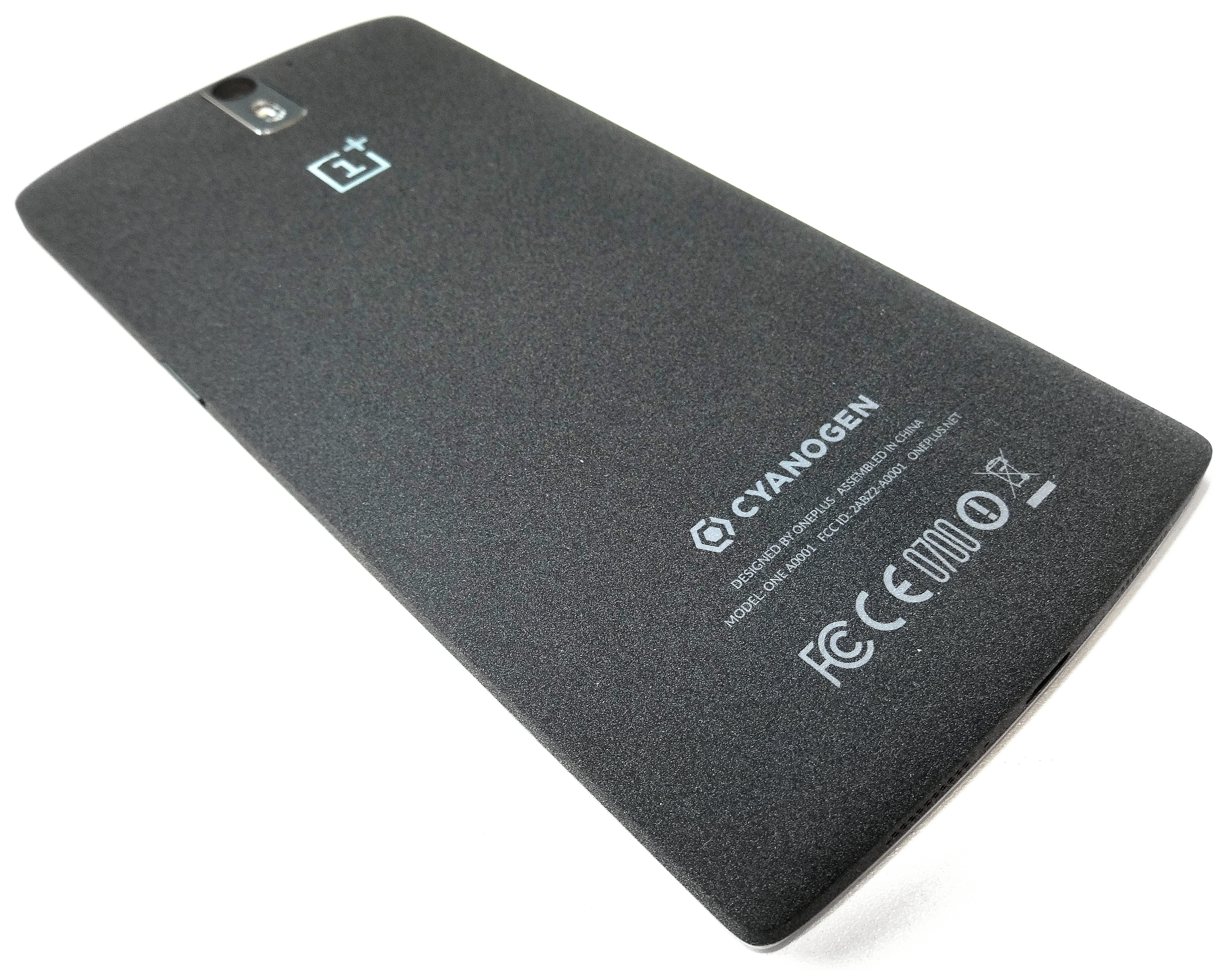
La contraportada del OnePlus One

### Dispositius
| Nom            | Nom en clau   | Donat a conèixer | Llançament       |
| -------------- | ------------- | ---------------- | ---------------- |
| OnePlus One    | "bacon"       | 23 Abril 2014    | 6 Juny 2014      |
| OnePlus 2      | "oneplus2"    | 27 Juliol 2015   | 11 Agost 2015    |
| OnePlus X      | "onyx"        | 29 Octubre 2015  | 5 Novembre 2015  |
| OnePlus 3      | "oneplus3"    | 14 Juny 2016     | 14 Juny 2016     |
| OnePlus 3T     | "oneplus3t"   | 15 Novembre 2016 | 28 Novembre 2016 |
| OnePlus 5      | "cheesburger" | 20 Juny 2017     | 27 Juny 2017     |
| OnePlus 5T     | "dumpling"    | 16 Novembre 2017 | 21 Novembre 2017 |
| OnePlus 6      | "enchilada"   | 16 Maig 2018     | 22 Maig 2018     |
| OnePlus 6T     | "fajita"      | 29 Octubre 2018  | 6 Novembre 2018  |
| OnePlus 7      | "guacamoleb"  | 14 Maig 2019     | 25 Maig 2019     |
| OnePlus 7 Pro  | "guacamole"   | 14 Maig 2019     | 25 Maig 2019     |
| OnePlus 7T     | "hotdogb"     | 26 Setembre 2019 | 28 Setembre 2019 |
| OnePlus 7T Pro | "hotdog"      | 10 Octubre 2019  | 12 Octubre 2019  |

#### OnePlus One
El primer producte de la companyia era el molt esperat OnePlus One. Va ser presentada el 22 d'abril de 2014 i va ser reivindicada com el "Flagship Killer 2014". El One tenia unes especificacions comparables i, d'alguna manera millors, a altres telèfons emblemàtics de l'any, tot i que es venia a un preu significativament inferior, a 299 dòlars per a la versió de 16 GB o 349 dòlars per a la versió de 64 GB.
El problema del OnePlus One amb la banda de visualització groga a la part inferior de la pantalla que afectava algunes unitats no estaven incloses en garantia.

#### OnePlus 2
OnePlus 2 va ser el successor del primer telèfon d'èxit de l'empresa. Va ser presentat una mica més d'un any després del One, el 27 de juliol de 2015. Va ser molt promocionat com a “Flagship killer 2016”. Hi havia expectatives molt altes per als telèfons OnePlus de segona generació, en part perquè la companyia va aconseguir crear una quantitat elevada d'enrenou per al proper telèfon. Un dels canals de màrqueting utilitzats va ser el revisor de tecnologia de YouTube MKBHD a qui va rebre una unitat, que va detallar detalladament fins al llançament.
L'UnePlus 2 tenia especificacions comparables a altres telèfons emblemàtics de l'època, inclòs el Qualcomm Snapdragon 810, tot i que OnePlus havia decidit deixar fora un xip NFC, ja que no veia que el pagament mòbil era una característica essencial en aquell moment. El telèfon va ser també un dels primers dispositius Android que van practicar un port USB-C sobre el port micro USB més antic.
Abans del llançament OnePlus 2, OnePlus va assegurar als clients que l'obtenció de invitacions seria més fàcil i que els telèfons es llançarien molt més ràpidament que amb OnePlus One. Tot i això, en una disculpa pública, Carl Pei va admetre que la companyia havia "embolicat" el llançament, i que OnePlus "només va començar a enviar quantitats significatives [la setmana del 10 de setembre de 2015], gairebé un mes després de la data inicial de l'enviament objectiu." 
Tot i les promeses de 24 mesos d'actualitzacions de programari i dir als consumidors que OnePlus 2 s'actualitzaria a Android 7 “Nougat”, es va confirmar que això no passaria, deixant el dispositiu en Android 6.0.1 més antic.

#### OnePlus X
El OnePlus X va ser l'entrada de OnePlus al mercat de telefonia de pressupost, a 5 polzades en lloc del One i 2 a 5,5 polzades. El telèfon es va publicar el 29 d'octubre de 2015. El dispositiu es va vendre per 249 dòlars i consistia, principalment, en els mateixos components interns que OnePlus One d'any i mig, però tenia una pantalla AMOLED.

#### One Plus 3
El OnePlus 3 va ser presentat el 14 de juny de 2016. El 3 va ser el primer telèfon "unibody de metall" de la companyia. El telèfon es va llançar amb un Qualcomm Snapdragon 820, 6 GB de RAM i 64 GB d'emmagatzematge UFS 2.0. El telèfon va ser ben considerat entre els crítics, sobretot pel seu preu baix i altes especificacions.

#### OnePlus 3T
El OnePlus 3T es va donar a conèixer el 15 de novembre de 2016 com a actualització menor a l'encara relativament nova OnePlus 3. L'actualització consistia en l'ús d'un SoC més recent; el Qualcomm Snapdragon 820 es va substituir per la Snapdragon 821. També es van introduir una bateria de major capacitat, 64 o 128 GB d'emmagatzematge i una càmera frontal de 16 MP. El telèfon es va llançar als Estats Units el 22 de novembre de 2016 i a la UE el 28 de novembre de 2016.

#### OnePlus 5
L'OnePlus 5 es va presentar el 20 de juny de 2017 com a successor del OnePlus 3, saltant-se el número 4. Va llançar amb un Qualcomm Snapdragon 835, una configuració de càmera de doble lent, de fins a 8 GB de RAM i fins a 128 GB d'emmagatzematge. Va ser llançat en dos colors: "Midnight Black" i "Slate Gray". L'agost de 2017 es va publicar un tercer color en edició limitada, "Soft Gold". Un altre color d'edició especial va ser llançat el 20 de setembre de 2017 en col·laboració amb Castelbajac.

#### OnePlus 5T
El OnePlus 5T es va donar a conèixer el 16 de novembre de 2017, com a successor del OnePlus 5. Disposa del mateix SoC Qualcomm Snapdragon 835 i opcions d'emmagatzematge que el seu predecessor. Les característiques destacables inclouen una pantalla de 6 "18: 9 més gran, un nou mètode de reconeixement facial " Face Unlock" i una càmera de doble lent.

#### OnePlus 6
OnePlus va anunciar la creació del OnePlus 6 l'abril de 2018 i va llançar el dispositiu el 17 de maig de 2018 amb vendes a partir del 22 de maig de 2018. El telèfon presenta notablement una visura de pantalla i resistència a l'aigua (encara que no està indicat amb codi IP). El telèfon intel·ligent va ser el primer de la companyia a oferir una variant d'emmagatzematge integrada de 256 GB. En l'acte de llançament, OnePlus va anunciar que obriria cinc noves botigues OnePlus Experience a l'Índia, així com 10 nous centres de serveis.
El dispositiu incorpora una pantalla AMOLED FHD + òptica de 6,28 polzades. Té un sensor primari d'obertura de 16mp f / 1,7 amb OIS i EIS i un sensor de profunditat d'obertura de 20mp f / 1,7 per a trets de retrat a la part posterior i és capaç de gravar en vídeo de 4K 60fps i càmera frontal d'obertura 16mp f / 2.0 a la part davantera amb EIS. Compta amb una bateria de ions de liti 3300MAH i inclou una càrrega de 20 watts OnePlus Dash Charge. Estava disponible en 4 colors, "Mirror Black", "Midnight Black", "Silk White" i "Amber Red". Va ser alimentat per Qualcomm Snapdragon 845 i Adreno 630.

#### OnePlus 6T
El OnePlus 6T es va presentar el 29 d'octubre de 2018. Es va llançar amb un Qualcomm Snapdragon 845, una configuració de càmera de doble lent, de fins a 8 GB de RAM i fins a 256 GB d'emmagatzematge. També inclou una pantalla de 6,41 "19,5: 9 òptica AMOLED òptica amb sensor d'empremtes dactilars a la pantalla i llançada a OxygenOS basada en Android 9 Pie. La càmera té un mode 'Nightscape' que utilitza un temps d'exposició més llarg per captar millors fotos en situacions de pobres condicions d'il·luminació.
OnePlus va establir un títol del Guinness World Record de "mes número de persones desempaquetant un telèfon alhora" al llançament de OnePlus 6T.

#### OnePlus 7 & OnePlus 7 Pro
El OnePlus 7 i OnePlus 7 Pro es van llançar el 14 de maig de 2019 a Bangalore, Nova York i Londres simultàniament i van sortir a la venda a partir del 17 de maig. El OnePlus 7 Pro i OnePlus 7 són els primers telèfons que van sortir a la venda amb emmagatzematge UFS 3.0.
OnePlus 7 Pro presenta una pantalla curva de punta a 6,67 "de 19,5: 9 FLUID AMOLED amb una resolució de 3K (3120x1440 píxels) i una velocitat de refresc de 90 Hz. Aquest telèfon funciona amb SoC de Snapdragon 855 de Qualcomm. Com el seu predecessor, també ve amb un sensor d'empremta digital òptica en pantalla i llançat amb OxygenOS 9.5 (basat en Android 9 Pie). Es presenta en tres variants: 6 GB de RAM amb 128 GB d'emmagatzematge, 8 GB de RAM amb emmagatzematge de 256 GB i 12 GB d'opció RAM amb emmagatzematge de 256 GB. OnePlus 7 Pro també inclou una bateria no desmuntable de 4000mAh juntament amb la tecnologia Warp Charge 30.
El pressupost OnePlus 7, que va ser llançat amb la versió insígnia Pro, inclou tres colors, el "Mirror Grey", "Mirror Blue" i el "Mirror Red". Està disponible en 6 GB de RAM amb 128 GB d'emmagatzematge intern o 8 GB RAM amb 128 o 256 GB d'emmagatzematge intern. Disposa d'una pantalla amolada òptica de 6,41 polzades FHD + (resolució de 2340 × 1080 píxels). La part posterior inclou un sensor primari Sony IMX 586 de 48mp juntament amb un sensor de profunditat de 5mp, la càmera frontal és un sensor de 16mp. Funciona amb el Qualcomm Snapdragon 855 i l'Adreno 640. Va ser llançat amb Android 9.0 Pie i OxygenOS 9.5.0 

#### OnePlus 7T & OnePlus 7T Pro
El OnePlus 7T es va presentar oficialment a Nova Delhi el 26 de setembre del 2019 i va estar disponible per compra el 28 de setembre, seguit del 7T Pro presentat dues setmanes després. El OnePlus 7T és el successor del 7, que va ser llançat 5 mesos abans pel mercat europeu i asiàtic i del 6T pel mercat americà, on l'OnePlus 7 no estava disponible a la venda. Inclou un factor de forma nou en comparació amb els seus predecessors, amb una relació d'aspecte 20/9 en lloc de 19,5 / 9. Això va permetre que el non model de OnePlus fes que el telèfon fos lleugerament més alt que els antics 6T i 7, mantenint la mateixa amplada. OnePlus també va decidir incloure la pantalla AMOLED de fluids de 90 Hz que es trobava a l'anterior OnePlus 7 Pro, sent un dels seus principals punts de venda, pensant mantenir la resolució a 2400 × 1080 píxels. Si bé OnePlus 7T es considera una actualització significativa en comparació amb el 7, el 7T Pro és una actualització molt subtil respecte al 7 Pro. Compta amb la mateixa pantalla, el mateix cos, el mateix sistema de càmeres; els canvis principals són la càrrega més ràpida, el processador més ràpid i una càmera emergent lleugerament més silenciosa.
Els dos telèfons estan alimentats amb el SoC Snapdragon 855+ SoC de Qualcomm i disposen del mateix escàner d'empremtes dactilars que es troba a l'OnePlus 7 Series. Una variant venuda per a tots dos: 8 GB de RAM amb 128 GB d'emmagatzematge per al 7T (amb una altra variant d'emmagatzematge de 256 només per al mercat indi), i 8 GB de RAM amb 256 GB d'emmagatzematge per al 7T Pro. Ambdues tenen una bateria lleugerament superior en comparació amb els seus predecessors, el 7T empaquetant una bateria de 3800mAh no extraïble (4085mAh per al 7T Pro) al costat de la tecnologia Warp Charge 30T, que permet carregar-los completament en poc menys d'una hora. L'UnePlus 7T compta amb un nou sistema de càmeres, que presenta les mateixes lents primàries i d'angle gran, tot i que afegeix un tercer teleobjectiu de 2x, en lloc de 3x per al 7 Pro i el 7T Pro. Ambdues també presenten un nou mode Macro, que els permet capturar imatges de fins a 2,5cm prop del tema. El OnePlus 7T, més assequible, està disponible en 2 colors "Silver Frosted" o "Glacier Blue" i el 7T Pro únicament en "Haze Blue", tots els acabats de vidre mat. Tots dos van ser els primers telèfons que es van enviar amb Android 10 i OxygenOS 10.0 fora de la caixa.

### Auriculars sense fil

#### OnePlus Bullets Wireless
A l'esdeveniment de llançament del OnePlus 6, la companyia també va anunciar els auriculars OnePlus Bullets Wireless. Els auriculars tenen la tecnologia Dash Charge de l'empresa amb un port USB-C que permet la reproducció de cinc hores durant 10 minuts de càrrega. Els auriculars tenen un disseny resistent a la intempèrie i funciona amb connectivitat Bluetooth amb tecnologia aptX. Els auriculars Bullets Wireless també admet Google Assistant des d'un clic de botó. Van sortir a la venda a la seva pàgina web per 69 $. OnePlus va llançar Bullets Wireless 2 al costat del OnePlus 7 i 7 Pro el 14 de maig. Les millores principals d'aquesta segona generació són la qualitat del so (utilitzant un controlador de 10mm en lloc d'un de 7,2 mm al Bullets Wireless v1), una millor durada de la bateria i velocitat de càrrega (Warp Charge compatible), així com un nou disseny que va eliminar la necessitat d'arracades, mantenint-se còmodament a les orelles i no caient pel seu compte.

### Televisions

#### OnePlus TV
El setembre del 2018, l'empresa va confirmar que planeja aventurar-se al mercat de les televisions intel·ligents amb el OnePlus TV. La nova divisió estarà encapçalada pel conseller delegat de l'empresa Pete Lau. OnePlus ha especificat posteriorment que OnePlus TV executarà una versió del sistema operatiu Android TV de Google i que costarà menys que els televisors competidors.